# 重睑
重睑，又叫双眼皮、重巡。人类眼睑（眼皮）可分为两类：睁眼的时候上眼睑无自然褶皱为单睑（单眼皮），出现自然褶皱为重睑（双眼皮）。解剖学上，重睑是上眼睑的微小差异，多数常见于中亚、東亞，另外還有北亞、南亞 。
部分的人的眼睛不很突出，而且眼睑较厚重，因此一些的人是单睑。

## 重睑形成
重睑皮是指上睑皮肤在睑缘上方有一浅沟，当睁眼时此沟以下的皮肤上移，而此沟上方皮肤则松弛在重睑沟处悬垂向下折。在人的眼睑皮下深部有一块小而薄的肌肉，医学称上睑提肌。它收缩时，上眼睑上提，眼睛就会睁开。它的一部分肌纤维可以止于上睑皮肤，睁眼时，由于这部分肌纤维的拉力，使上眼睑的皮肤产生一条皱襞，这就是双眼皮了.外雙另有內雙

## 双眼皮手术類型
割双眼皮，又称双眼皮手术或重睑术，是一种整容手术。有縫合式、部分切開式、韓式釘書針、微點無痕、眼头切开法等多种手术方式。